# David Nickson, Baron Nickson
David Wigley Nickson, Baron Nickson KBE DL FRSE (* 27. November 1929) ist ein britischer Manager, der von 1994 bis 2015 Mitglied des House of Lords war.

## Leben

### Militärdienst und berufliche Laufbahn
Nach dem Schulbesuch leistete Nickson von 1949 bis 1954 seinen Militärdienst bei den Coldstream Guards und begann anschließend seine berufliche Laufbahn bei dem Verlag William Collins & Sons, bei dem er zwischen 1959 und 1976 als Direktor tätig war. Im Anschluss war er zwischen 1976 und 1983 Vize-Vorstandsvorsitzender des Verlages sowie daneben von 1981 bis 1985 Direktor von Radio Clyde Ltd. Während dieser Zeit wurde er 1971 Direktor des Versicherers General Accident und bekleidete diesen Posten bis 1998. In dieser Zeit engagierte er sich zwischen 1974 und 1979 als Mitglied der Beratungsbehörde für industrielle Entwicklung in Schottland, von 1979 bis 1981 als Vorsitzender des Arbeitgeberverbandes Confederation of British Industry (CBI) für Schottland und war außerdem zwischen 1979 und 1991 Mitglied des Schottischen Wirtschaftsrates (Scottish Economy Council).
Nickson, der 1981 Commander des Order of the British Empire (CBE) sowie 1982 Deputy Lieutenant der Lieutenancy Area Stirling und Falkirk wurde, trat 1981 als Direktor in das Getränkeunternehmen Scottish & Newcastle ein und war dort zuerst seit 1982 Vize-Vorstandsvorsitzender sowie zuletzt von 1983 bis 1989 Vorstandsvorsitzender.
Neben seiner Tätigkeit bei Scottish & Newcastle wurde er 1981 Direktor der Clydesdale Bank, deren Vize-Vorstandsvorsitzender er 1990 wurde und zuletzt Vorstandsvorsitzender von 1991 bis 1998 war. Daneben war er von 1981 bis 1994 Direktor von Edinburgh Investment Trust plc, von 1983 bis 1985 Vorsitzender der Countryside Commission von Schottland, zwischen 1988 und 1998 von Hambros plc sowie von 1991 bis 1996 National Australia Bank.

### Kanzler der Glasgow Caledonian University und Oberhausmitglied
1985 wurde Nickson, der 1987 Mitglied der Royal Society of Edinburgh wurde, Mitglied des Nationalen Wirtschaftsentwicklungsrates (National Economic Development Council) und gehörte diesem Gremium bis 1988 an. Danach war er von 1988 bis 1995 Vorsitzender der Stiftung für den atlantischen Lachs (Atlantic Salmon Trust). Für seine Verdienste wurde Nickson, der zwischen 1986 und 1988 Präsident des Arbeitgeberverbandes CBI war, 1987 als Knight Commander des Order of the British Empire (KBE) geadelt und führte fortan den Namenszusatz „Sir“.
Darüber hinaus fungierte er zwischen 1989 und 1995 als Vorsitzender des Überwachungsgremiums für Löhne älterer Arbeitnehmer (Senior Salaries Review Body), von 1989 bis 1991 als Vorsitzender der Schottischen Entwicklungsagentur (Scottish Development Agency), von 1990 bis 1993 als Vorsitzender des Verbandes schottischer Unternehmen (Scottish Enterprise) und danach von 1993 bis 1998 als Vize-Vorstandsvorsitzender des Versicherers General Accident plc.
Nickson, der von 1993 bis 2002 erster Kanzler der neugegründeten Glasgow Caledonian University war, ist Ehrendoktor der University of Stirling, Edinburgh Napier University, der University of the West of Scotland sowie der Glasgow Caledonian University.
Am 22. März 1994 wurde er durch ein Letters Patent mit dem Titel Baron Nickson, of Renagour in the District of Stirling, zum Life Peer erhoben. Am 4. Mai 1994 folgte seine Einführung (Introduction) als Mitglied des House of Lords. Im Oberhaus gehörte er zur Gruppe der Parteilosen, den sogenannten Cross Benchers. Am 27. März 2015 trat Nickson gemäß den Regelungen des House of Lords Reform Act 2014 freiwillig in den Ruhestand und schied aus dem House of Lords aus.
Lord Nickson, der zwischen 1996 und 2011 Präsident der schottischen Lachsfischervereinigungen (Association of Scottish Salmon Fishing Boards) war und Hauptmann der Royal Company of Archers, gehörte 1997 außerdem der Task Force des Schottlandministers für schottische Lachse an und wurde zugleich Vize-Lord Lieutenant von Stirling und Selkirk.